# Torsten Schneider

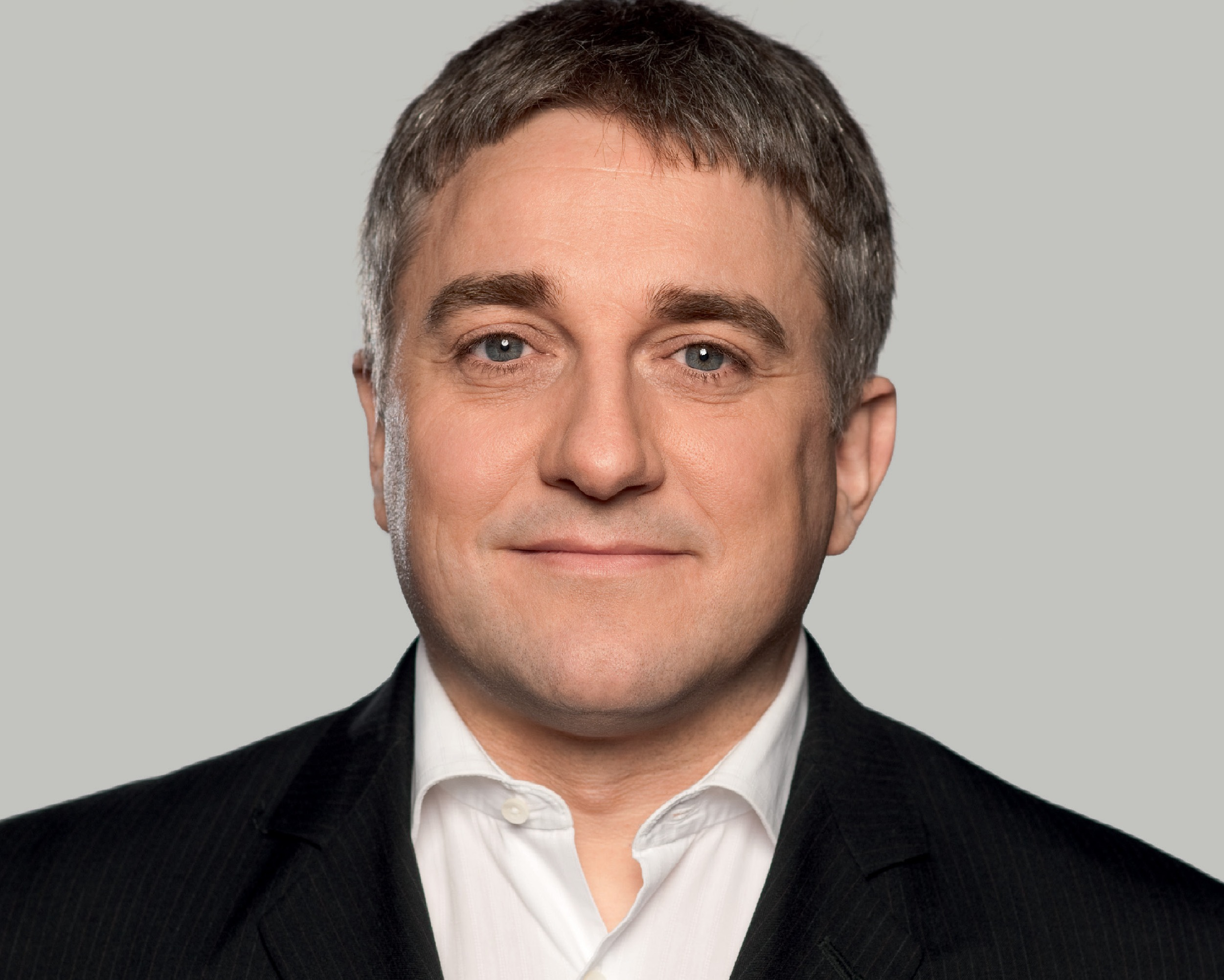
Torsten Schneider (2011)

Torsten Schneider (* 24. Januar 1969 in Lutherstadt Wittenberg) ist ein deutscher Rechtsanwalt und Politiker (SPD). Er ist seit 2006 mit kurzer Unterbrechung 2021 Mitglied im Abgeordnetenhaus von Berlin.

## Leben
Nach dem Abitur 1987 und dem Wehrdienst in Zittau bis 1989 studierte Schneider Rechts- und Politikwissenschaften an der Freien Universität Berlin und legte beide juristischen Staatsexamina ab. Zusätzlich absolvierte er eine Ausbildung zum Wirtschaftsmediator. Anschließend arbeitete er als Rechtsanwalt mit eigener Kanzlei in Berlin-Mitte.
Bei der Berliner Wahl 2006 wurde Schneider als Direktkandidat über den Wahlkreis Pankow 3 in das Abgeordnetenhaus gewählt, 2011 und 2016 konnte er das Direktmandat verteidigen. Bei der Abgeordnetenhauswahl 2021 verpasste er zwar den Wiedereinzug in das Abgeordnetenhaus, rückte jedoch bereits am 27. Dezember 2021 für Tino Schopf nach, der zum Staatssekretär beim neuen Berliner Senator für Wirtschaft berufen wurde und daher von Gesetzes wegen sein Abgeordnetenhausmandat niederlegen musste. Bei der Wiederholungswahl 2023 konnte er seinen Sitz im Abgeordnetenhaus verteidigen. Torsten Schneider ist finanz- und haushaltspolitischer Sprecher und Parlamentarischer Geschäftsführer der SPD-Fraktion. Bei der Abgeordnetenhauswahl 2026 kandidiert er nicht erneut.